# Asio flammeus sandwichensis
Asio flammeus sandwichensis è una sottospecie del gufo di palude (Asio flammeus). Nonostante sia conosciuto con il nome comune di gufo di palude delle Hawaii, il nome comune ufficiale è il nome in hawaiano di pueo. Era un tempo conosciuto con il sinonimo di Strix sandwichensis.

## Descrizione
A. f. sandwichensis è una delle sottospecie più simili a quella nominale (A. f. flammeus), in quanto è fulvo-dorato o crema nelle parti inferiori con vermicolazioni e barre bruno scuro (talvolta anche nere) e parti superiori quasi uniformemente bruno scuro. Il disco facciale è di color crema e, com'è tipico in tutte le sottospecie di Asio flammeus, presenta un anello nero attorno agli occhi, di colore giallo, che li fa apparire "truccati".
I pueo hanno ciuffi auricolari molto corti che raramente mantengono eretti.
A. f. sandwichensis sono alti tra i 30 e i 40 cm e pesano non più di 470 g.

## Distribuzione e habitat
A. f. sandwichensis è diffuso in praterie e foreste di tutte le isole. Il pueo è endemico delle isole Hawaii. Nonostante non siano particolarmente a rischio di estinzione, i pueo sono sempre più rari nell'isola di Oahu, dove sono considerati a rischio.

## Biologia

### Caccia e alimentazione
I pueo sono come tutti i rapaci notturni esclusivamente carnivori e si nutrono principalmente di micromammiferi, come il ratto nero.
Sono favoriti nella caccia dal loro soffice piumaggio, ottima vista e finissimo udito.

### Abitudini
A differenza di molti altri gufi, sono più attivi di giorno che di notte.